# هينريش فيشر
هينريش فيشر (بالألمانية: Heinrich Fischer)‏ هو مجدف سويسري، ولد في 12 يناير 1950.

## وصلات خارجية
- هينريتش فيشر على موقع الاتحاد الدولي للتجديف (الإنجليزية)
- هينريتش فيشر على موقع اللجنة الأولمبية الدولية (الإنجليزية)
- هينريتش فيشر على موقع أوليمبيديا (الإنجليزية)